# Avet de la Baga d'en Solsona
L'avet de la Baga d'en Solsona és un avet que a causa de la seva grandària i la seva forma, declarat bé patrimonial del municipi de Guixers (Solsonès).
Es troba a 1.511 metres d'altitud, al vessant nord del cim de Santa Margarida en un bosquet d'un 60 avets grossos que creixen entre una pineda de pi roig.
Accés: s'hi arriba pel camí que mena de Montcalb a la Font del Pi.
Estat vital: en bon estat de conservació.
Amenaces: tala abusiva.